# Barbados en los Juegos Paralímpicos de Pekín 2008
Barbados estuvo representado en los Juegos Paralímpicos de Pekín 2008 por un deportista masculino. El equipo paralímpico barbadense no obtuvo ninguna medalla en estos Juegos.